# Angus King
Angus Stanley King jr. (Alexandria (Virginia), 31 maart 1944) is een Amerikaans onafhankelijk politicus. Hij is sinds 2013 senator voor Maine en eerder was hij gouverneur van Maine van 1995 tot 2003. Van 1969 tot 1980 werkte hij als advocaat in Brunswick (Maine). In de jaren 80 was hij als ondernemer werkzaam bij een bedrijf voor alternatieve energie. In 1989 richtte hij zijn eigen bedrijf op, dat elektrische, energiebesparende projecten voor commerciële en industriële ondernemingen ontwikkelde en installeerde; het was in heel Maine werkzaam. In 1994 werd King gekozen als gouverneur van Maine, en hij diende vervolgens twee termijnen. Na zijn gouverneurschap was King als hoogleraar aan het Bates College in Lewiston (Maine) en later aan het Bowdoin College in zijn woonplaats Brunswick (Maine). Op 5 maart 2012 maakte hij bekend mee te doen aan de senaatsverkiezingen voor de zetel van de terugtredende Republikein Olympia Snowe. King won de verkiezing en versloeg Republikein Charlie Summers en Democraat Cynthia Dill. In november 2018 werd hij herkozen.
- Gemeinsame Normdatei: 1180788486
- International Standard Name Identifier: 0000 0000 3567 4225
- Library of Congress Control Number: n94065107
- SNAC: w6vx4152
- Biographical Directory of the United States Congress: K000383
- Virtual International Authority File: 38606512
- WorldCat: E39PBJpPykVHHyMQyRCDf3CPcP

Alabama: Tuberville (R) · Britt (R)
Alaska: Murkowski (R) · Sullivan (R)
Arizona: Kelly (D) · Gallego (D)
Arkansas: Boozman (R) · Cotton (R)
Californië: Padilla (D) · Schiff (D)
Colorado: Bennet (D) · Hickenlooper (D)
Connecticut: Blumenthal (D) · Murphy (D)
Delaware: Coons (D) · Blunt Rochester (D)
Florida: R. Scott (R) · Moody (R)
Georgia: Ossoff (D) · Warnock (D)
Hawaï: Schatz (D) · Hirono (D)
Idaho: Crapo (R) · Risch (R)
Illinois: Durbin (D) · Duckworth (D)
Indiana: Young (R) · Banks (R)
Iowa: Grassley (R) · Ernst (R)
Kansas: Moran (R) · Marshall (R)
Kentucky: McConnell (R) · Paul (R)
Louisiana: Cassidy (R) · Kennedy (R)
Maine: Collins (R) · King (O)
Maryland: Van Hollen (D) · Alsobrooks (D)
Massachusetts: Warren (D) · Markey (D)
Michigan: Peters (D) · Slotkin (D)
Minnesota: Klobuchar (D) · Smith (D)
Mississippi: Wicker (R) · Hyde-Smith (R)
Missouri: Hawley (R) · Schmitt (R)
Montana: Daines (R) · Sheehy (R)
Nebraska: Fischer (R) · Ricketts (R)
Nevada: Cortez Masto (D) · Rosen (D)
New Hampshire: Shaheen (D) · Hassan (D)
New Jersey: Booker (D) · Kim (D)
New Mexico: Heinrich (D) · Luján (D)
New York: Schumer (D) · Gillibrand (D)
North Carolina: Tillis (R) · Budd (R)
North Dakota: Hoeven (R) · Cramer (R)
Ohio: Moreno (R) · Husted (R)
Oklahoma: Lankford (R) · Mullin (R)
Oregon: Wyden (D) · Merkley (D)
Pennsylvania: Fetterman (D) · McCormick (R)
Rhode Island: Reed (D) · Whitehouse (D)
South Carolina: Graham (R) · T. Scott (R)
South Dakota: Thune (R) · Rounds (R)
Tennessee: Blackburn (R) · Hagerty (R)
Texas: Cornyn (R) · Cruz (R)
Utah: Lee (R) · Curtis (R)
Vermont: Sanders (O) · Welch (D)
Virginia: Warner (D) · Kaine (D)
Washington: Murray (D) · Cantwell (D)
West Virginia: Moore Capito (R) · Justice (R)
Wisconsin: Johnson (R) · Baldwin (D)
Wyoming: Barrasso (R) · Lummis (R)
(D): Democraat · (R): Republikein · (O): Onafhankelijk